# Skogsnoppa
Skogsnoppa (Gnaphalium sylvaticum) är en växtart i familjen korgblommiga växter. Den är ett vanligt inslag i floran i torrare och lite glesare skogar och har små, rörlika och ljust brunaktiga blommor som sitter samlade i koniska blomkorgar. Dess blomställning är ett glest, långt ax. 

## Utbredning
Skogsnoppan förekommer ursprungligt i Europa och österut genom delar av Asien, från Uralbergen till Bajkalsjön. Som införd förekommer den även i östra Nordamerika och på Nya Zeeland. 

## Etymologi
Skogsnoppans artepitet, sylvaticum, har betydelsen "växande i skogar".

## Externa länkar

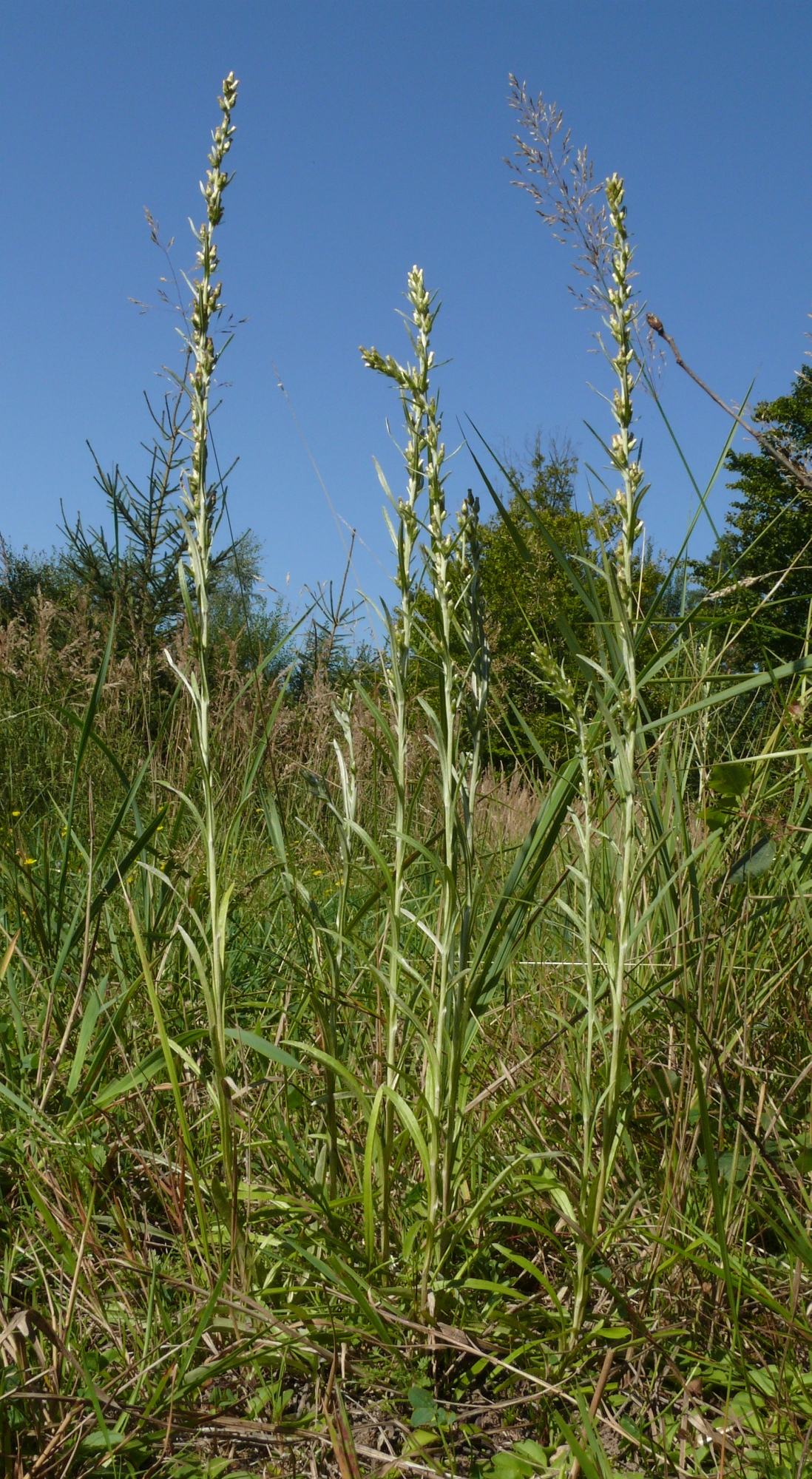
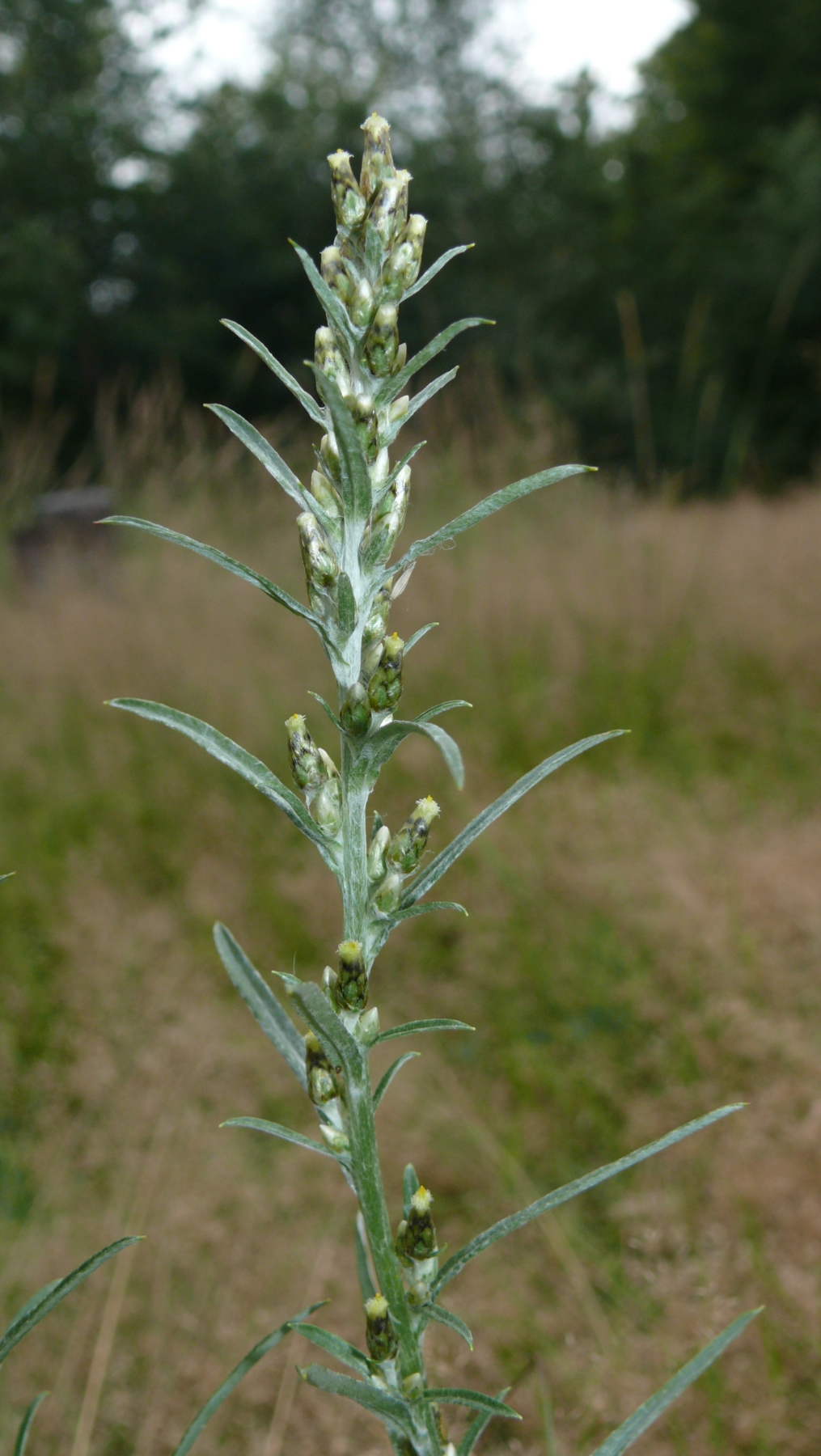